# Algiers (gruppo musicale)
Algiers sono un gruppo musicale post-punk statunitense formatosi a Atlanta, formato da Franklin James Fisher, Ryan Mahan, Lee Tesche e Matt Tong, con l'attivo 4 album in studio.

## Formazione
- Franklin James Fisher – voce, chitarra, pianoforte, violoncello, percussioni
- Ryan Mahan - basso, sintetizzatori, pianoforte, percussioni, voce
- Lee Tesche – chitarra, loop, percussioni, voce
- Matt Tong – batteria, percussioni, voce

## Discografia

### Album in studio
- 2015 – Algiers
- 2017 – The Underside of Power
- 2020 – There Is No Year
- 2023 – Shook